# 大華航空
大華航空，是台灣曾經存在的一家航空公司，創立於1966年，成立初期以直昇機農藥噴灑、運補或包機等普通航空業務為主，唯其後經營不濟而一度停航並易手。政府於1987年採行「開放天空」政策，開放航空公司與航線申請，易手後的大華航空申請復航兼營民航運輸業務。1994年4月，長榮航空收購大華航空24%股權。1998年7月1日，長榮航空為配合交通部民用航空局資源共享政策，將大華航空、馬公航空以及台灣航空整倂入立榮航空。
中視新聞曾經於1980年代與大華航空長期合作以直升機進行空中採訪。

## 航點

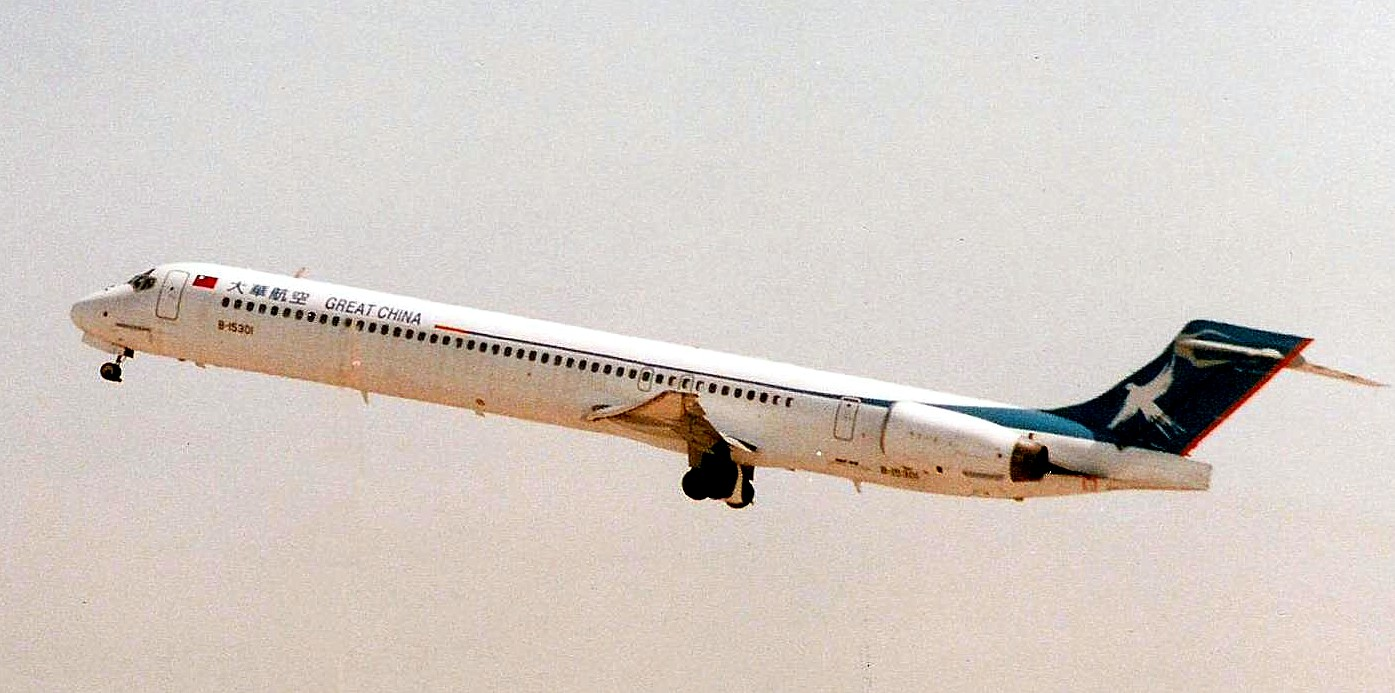
大華航空全球唯一一架出產的麥道 MD-90-30-IGW結構增強型（IGW）客機
註冊編號：B-15301

在長榮航空實施整倂前，大華航空經營以下城市間往返航班：台北、台中、嘉義、台南、高雄、金門、馬公。

## 機隊

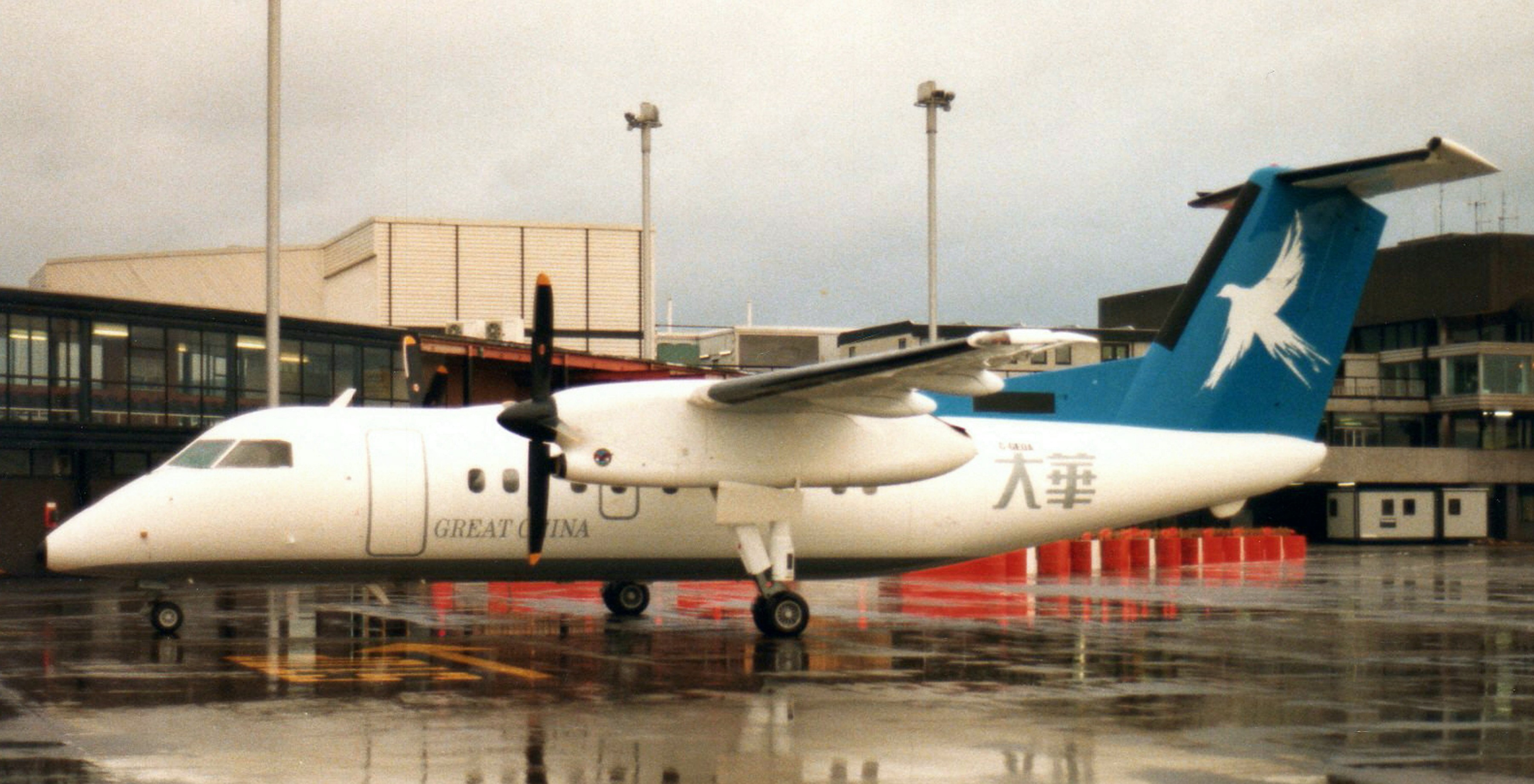
大華航空的DHC-8-102客機

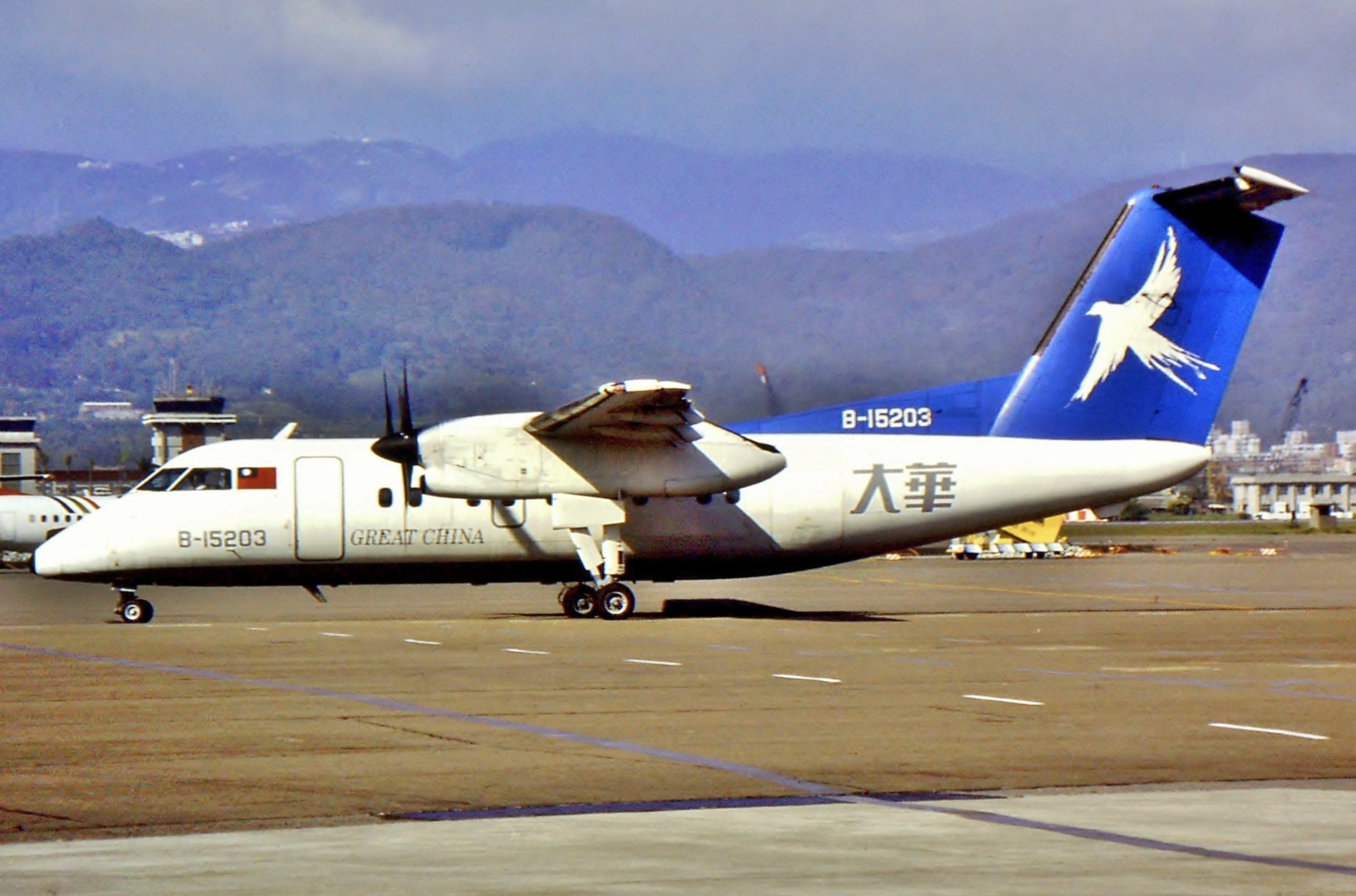
大華航空的DHC-8-102客機

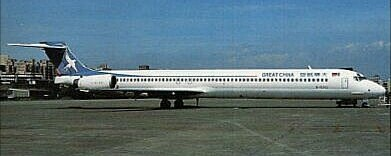
大華航空全球唯一一架出產的麥道 MD-90-30-IGW結構增強型（IGW）客機
註冊編號：B-15301

在長榮航空實施整倂前，大華航空擁有以下機隊：

### 退役機隊

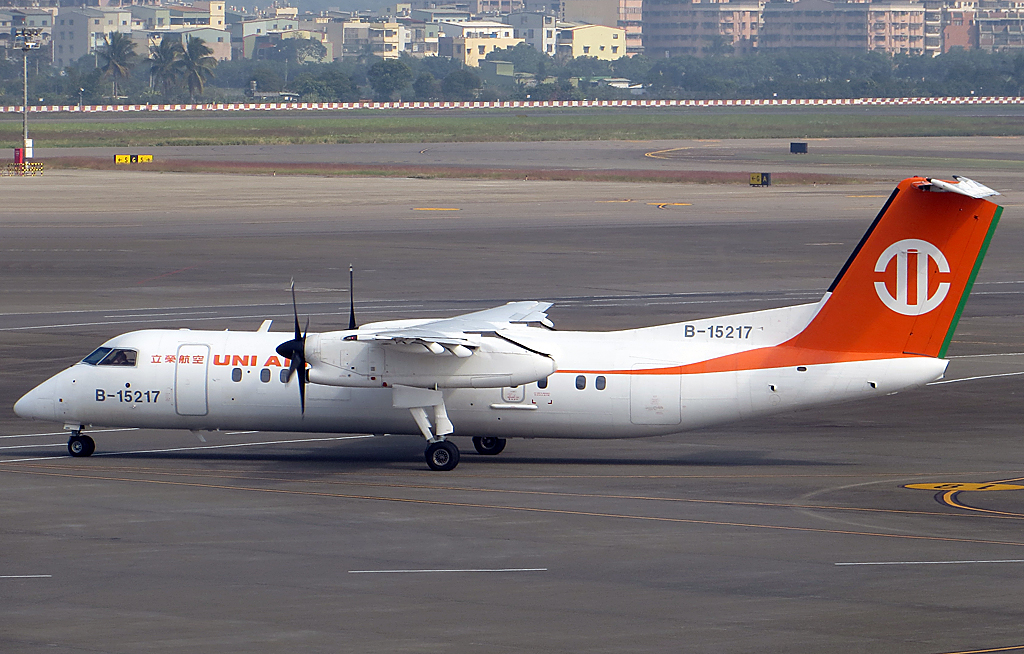
改塗立榮航空樣式的DHC-8-311客機

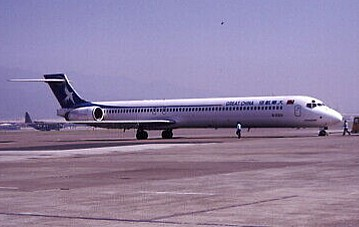
大華航空全球唯一一架出產的麥道 MD-90-30-IGW結構增強型（IGW）客機
註冊編號：B-15301

- 德哈維蘭 DHC-8-102：接收後繼機型DHC-8-311後轉售海外，共4架。[10][11]

直升機隊
- 西科斯基 S-62直升機
- 西科斯基 S-58T直升機

## 重大事故

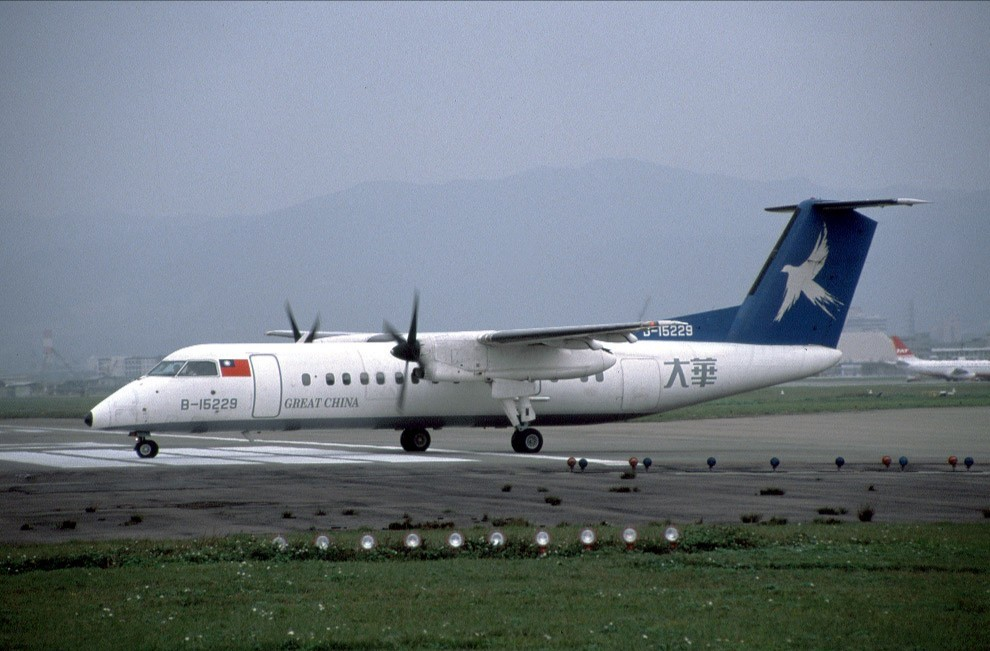
大華航空發生事故的DHC-8-301客機

1998年3月23日，由德哈維蘭DHC-8-311客機（註冊編號：B-15229）執飛的大華航空9565號班機，原定由台北前往嘉義。航班在飛抵苗栗後龍上空時，一名旅客企圖縱火劫機被制伏，無人傷亡。